# Мінеральні Води (село)
Мінеральні Води — село в Україні, у Павлоградському районі Дніпропетровської області. Входить до складу Межиріцької сільської громади. Населення за переписом 2001 року становить 119 осіб.

## Географія
Селище Мінеральні Води знаходиться за 6 км від лівого берега річки Самара, за 1,5 км від великого озера Солоний Лиман, примикає до села Новотроїцьке (Самарівський район). До селища примикає великий лісовий масив (сосна).

## Історія
Новопобудоване селище утворене 31 січня 1996 року у зоні відпочинку Солоного лиману.
До 2017 року орган місцевого самоврядування - Карабинівська сільська рада.
11 жовтня 2024 року, відповідно до Розпорядження Кабінету Міністрів України № 989-р «Про віднесення селища Мінеральні Води та Новоселівського Павлоградського району Дніпропетровської області до категорії сіл», селище було віднесене до категорії сіл.